# لوکا آنتونینی
لوکا آنتونینی فوتبالیست اهل ایتالیاست. او هم‌اکنون در آث میلان در سری آی ایتالیا بازی می‌کند. وی سابقهٔ حضور در تیمهای سمپدوریا و امپولی را در کارنامه خود دارد.